# Stefan Örn

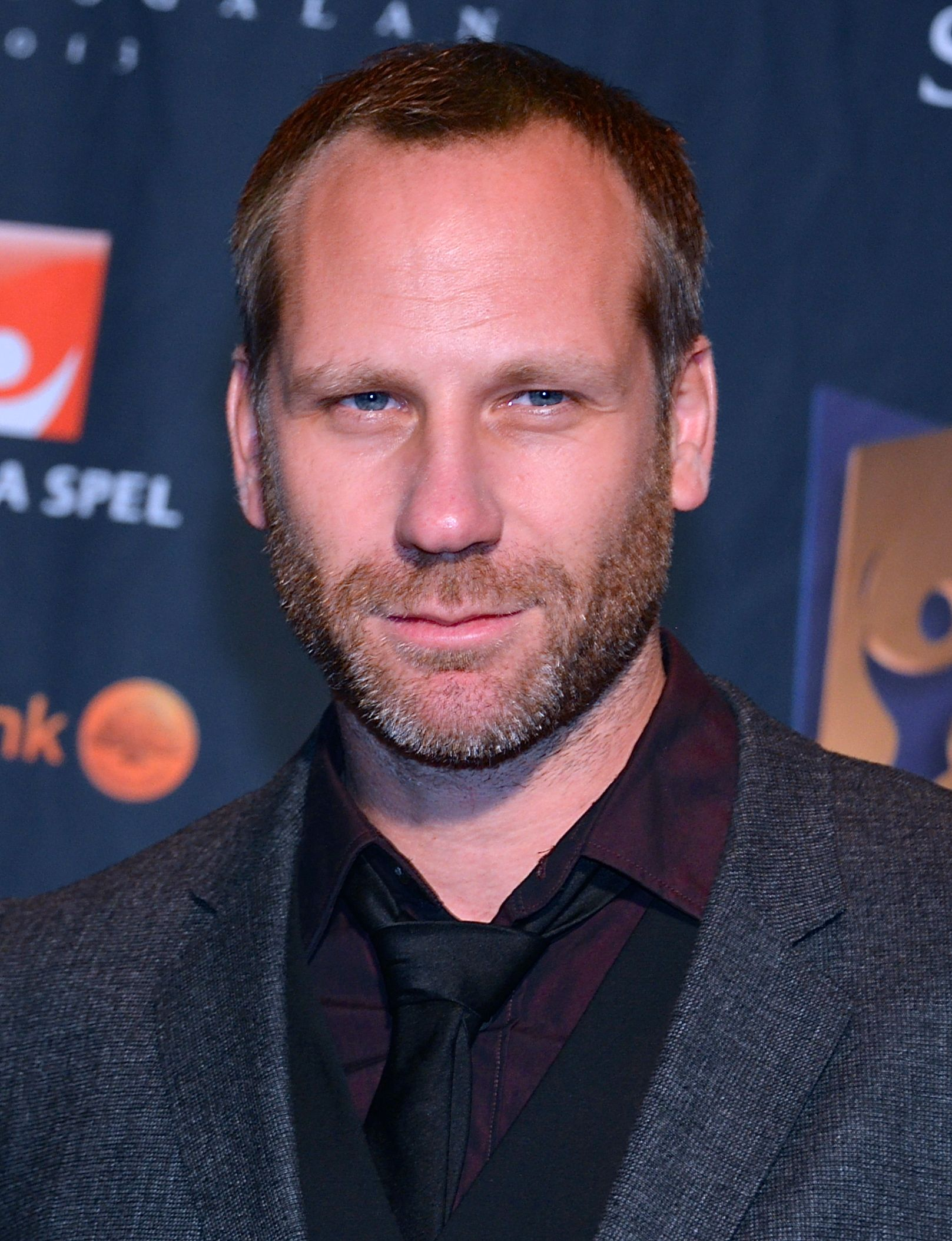
Stefan Örn (2013)

Stefan Örn (* 9. Januar 1975 in Ulricehamn) ist ein schwedischer Musiker und Komponist.
Seit 2008 spielt er Gitarre und Keyboards in der schwedischen Rockband Apollo Drive. Bei mehreren Eurovision-Song-Contest-Titeln des Staates Aserbaidschan gehörte er zu den Komponisten:
- 2010: Drip Drop für die Sängerin Safura (5. Platz)
- 2011: Running Scared für Ell & Nikki (1. Platz)
- 2012: When The Music Dies für Səbinə Babayeva (4. Platz)
- 2014: Start a Fire für Dilara Kazimova (22. Platz)
- 2017: Space für Slavko Kalezic